# Școala de la Marburg
Școala filozofică de la Marburg este o școală neokantiană preocupată în special de presupozițiile științelor naturii. Dintre membrii acestei școli (profesori universitari la Marburg): Hermann Cohen (1842-d. 1918), Paul Natorp (1854- d. 1942) și Ernest Cassirer.